# Автошлях E13
Європейський маршрут E13 — європейський автомобільний маршрут від Донкастера, Південний Йоркшир, до Лондона довжиною 230 кілометрів, проходить тільки по території Великої Британії. Траса проходить майже по всій довжині автомагістралі , яка йде від Західного Йоркширу до Лондона. Хоча Уряд Великої Британії бере участь у всіх діях, пов'язаних з європейськими маршрутами , вони не позначені в межах країни.
Маршрут дороги проходить по містах: Донкастер - Шеффілд - Ноттінгем - Лестер - Нортгемптон - Лутон - Лондон.

## Фотографії

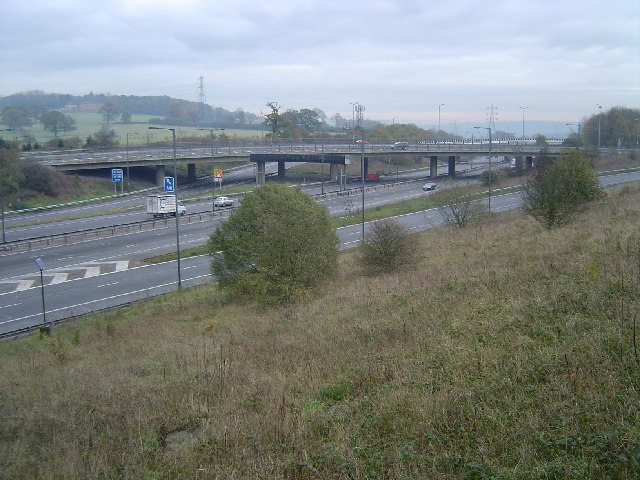
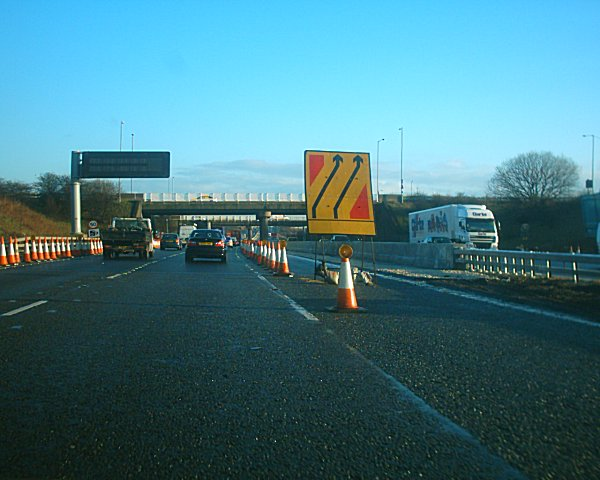
Е13 близько Лондона

## Див. Також
- Мережа європейських автошляхів